# Charlotte Eppinger
Charlotte Eppinger (geborene Taubenheim; * 19. Januar 1915 in Brieske; † 16. Juni 1971) war eine deutsche Politikerin (SED), Außenhandelsfunktionärin und Diplomatin der DDR.

## Leben
Eppinger entstammte einer sozialdemokratischen Arbeiterfamilie. Ihr Vater war Bergarbeiter, ihre Mutter arbeitete in einer Ziegelei. Eppinger besuchte die Volksschule in Grube Marga, dann bis 1931 die Städtische Handelsschule in Senftenberg.
1931 trat sie der SAJ bei. 1931/32 arbeitete sie als Korrespondentin beim Magistrat der Stadt Senftenberg, 1932/33 war sie arbeitslos. Von 1933 bis 1936 war sie als Verkäuferin in Hörlitz tätig, dann von 1936 bis 1939 als Stenotypistin im Kraftwerk Lauta, in Schweinfurth und Kleinmachnow. Von 1939 bis 1942 arbeitete sie als Sekretärin in Hohenbocka. 1943/44 war sie Hausfrau und arbeitete 1944/45 als Industriekauffrau in Senftenberg.
Nach dem Krieg leistete sie ab Mai 1945 ehrenamtliche Aufbauarbeit in Brieske. Im Oktober 1945 trat sie der SPD bei und wurde 1946 Mitglied der SED. 1946/47 war sie Abteilungsleiter in der Gemeindeverwaltung, dann von 1947 bis 1949 Bürgermeisterin der Gemeinde Brieske. Von Dezember 1949 bis Juli 1952 fungierte sie als Zweiter Sekretär der Landesleitung Brandenburg der SED, verantwortlich für Frauen, Finanzen und die Geschäftsabteilung. Sie war 1949/50 Abgeordnete des II. Deutschen Volksrates und der Provisorischen Volkskammer der DDR.
Von Januar bis Juni 1950 besuchte sie die Landesparteischule der SED in Schmerwitz. Von August 1952 bis April 1956 war sie die Erste Stellvertreterin des Vorsitzenden des DRK-Zentralausschusses. Ab 1954 war sie Präsidiumsmitglied der Deutschen Liga für die Vereinten Nationen.
1956/57 war sie Abteilungsleiter im Ministerium für Außenhandel und Innerdeutschen Handel. Von Februar 1957 bis März 1961 fungierte sie als stellvertretende Generaldirektorin, von März 1961 bis August 1963 als Generaldirektorin des Außenhandelsbetriebes DIA Kulturwaren. Anschließend war sie von 1963 bis 1965 stellvertretende Generaldirektorin des Außenhandelsbetriebes DIA Glas-Keramik. Von 1965 bis Juni 1971 wirkte sie als Erste Attachée der Handelspolitischen Abteilung bei der Botschaft der DDR in der Volksrepublik Polen in Warschau.

## Auszeichnungen
- Vaterländischer Verdienstorden in Bronze (1960)